# Semecarpus albescens
Semecarpus albescens är en sumakväxtart som beskrevs av Wilhelm Sulpiz Kurz. Semecarpus albescens ingår i släktet Semecarpus och familjen sumakväxter. Inga underarter finns listade i Catalogue of Life.